# Авксентьєва Сардана Володимирівна
Сардана Володимирівна Авксентьєва (якут. Сардаана Владимировна Авксентьева; нар. 2 липня 1970, с. Чурапча, Якутська АРСР, РРФСР, СРСР) — російський та якутський державний і політичний діяч. Глава міського округу «Місто Якутськ» з 17 вересня 2018 по 14 січня 2021.

## Освіта
Закінчила історико-юридичний факультет Якутського державного університету імені М. К. Аммосова за спеціальністю «Викладач історії» в 1993 році, в 1998 році — Далекосхідну академію державної служби за фахом «Державне і муніципальне управління».

## Кар'єра
Трудову діяльність розпочала у Жовтневому районному комітеті ВЛКСМ міста Якутська.
У 1993—1996 року працювала спеціалістом відділу у справах молоді, фізичної культури і спорту Адміністрації міста Якутська. У 1996 році перейшла на роботу в Міністерство у справах молоді, туризму, фізичної культури та спорту Республіки Саха (Якутія), працювала головним спеціалістом, начальником відділу. З 1998 по 2000 рік працювала начальником відділу організаційної та кадрової роботи Національної телерадіомовної компанії «Саха».
У 2000 році Сардана Володимирівна призначена помічником депутата Державної Думи РФ Віталія Миколайовича Басигисова. З 2004 по 2007 рік працювала заступником генерального директора ВАТ «Туймаада Даймонд». З 2007 по 2012 рік працювала заступником глави Міського округу «Місто Якутськ» — керівником апарату адміністрації міського округу. З 2012 року — директор виробничо-комерційного комплексу «Аэроторгсервис» Акціонерного товариства «Аеропорт Якутськ».
У вересні 2018 року на загальних виборах була обрана головою міського округу «місто Якутськ». Сардана Володимирівна не належить ні до яких громадських об'єднань, але висувалася від Якутського регіонального відділення політичної партії «Партія відродження Росії». Здобула перемогу з результатом 39,98 %, випередивши найближчого суперника — представника партії «Єдина Росія», який набрав 31,70 % голосів виборців. Сардана Володимирівна стала першою жінкою, яка вступила на посаду мера Якутська.
11 січня 2021 року на своїй сторінці в Instagram оголосила про складення повноважень мера міста за станом здоров'я. Рішення про відставку прийняла Якутська міська дума на сесії 14 січня. У ЗМІ неодноразово висловлювалася точка зору про те, що на Авксентьєву чинився адміністративний тиск, щоб не допустити її висунення на виборах в Державну думу восени 2021 року.

## Відгуки у ЗМІ
Роботу Авксентьевої відзначив британський тижневик The Economist. У статті від 9 листопада 2019 року під назвою «The sudden popularity of a Russian mayor who lives modestly («Раптова популярність російського мера, що веде скромне життя»), зазначається нетиповий для Росії стиль керівництва Авксентьєвої і її популярність як в Якутії, так і за її межами.

## Нагороди
- Заслужений працівник народного господарства Республіки Саха (Якутія) (2021)[16]
- Почесний громадянин Баягантайського наслега (2020)[17]

## Санкції
Сардана Авксентьєва депутат Державної Думи, який ратифікував рішення уряду «Договір про дружбу, співробітництво і взаємодопомогу між Російською Федерацією та Донецькою Народною Республікою та між Російською Федерацією та Луганською Народною Республікою». Авксентьєва  підсанкційна особа багатьох країн.